# Шампе-сюр-Мозель
Шампе́-сюр-Мозе́ль (фр. Champey-sur-Moselle) — коммуна во французском департаменте Мёрт и Мозель, региона Лотарингия. Относится к  кантону Понт-а-Муссон.

## География
Шампе-сюр-Мозель стоит на реке Мозель, расположен  в 31 км к северу от Нанси и 21 км к югу от Меца. Соседние коммуны: Виттонвиль на севере, Буксьер-су-Фруадмон на востоке, Вандьер на западе. 

## Демография
Население коммуны на 2010 год составляло 347 человек.
| 1962 | 1968 | 1975 | 1982 | 1990 | 1999 | 2010 |
| ---- | ---- | ---- | ---- | ---- | ---- | ---- |
| 173  | 210  | 200  | 268  | 324  | 323  | 347  |